# 费雷西底
费雷西底（英語：Pherecydes of Leros），约活动于公元前5世纪早期。古希腊雅典编年史家之一，他多年致力于神话方面的研究与写作工作，著有10卷本的神话及谱系的历史，在古希腊曾具有一定的影响力。现仅存有残篇。